# Hepatoprotecție
Hepatoprotecția reprezintă capacitatea unui compus de a produce preveni afectarea de la nivel hepatic, care poate fi indusă de substanțe heptatotoxice (precum: tetraclorură de carbon, tioacetamidă). În unele cazuri se pot utiliza și antidoturi specifice: supradozarea de paracetamol duce la un risc mare de dezvoltare al insuficienței hepatice acute, caz în care se poate administra acetilcisteină.
Au fost descrise numeroase specii vegetale care prezintă în compoziția lor compuși cu potențial hepatoprotector:
- Astragalus membranaceus[3]
- Curcuma longa[4]
- Brassica[5]
- Silybum marianum (lignani de tipul silibinină din silimarină)[6]
- Andrographis paniculata[7]
- Alchemilla vulgaris[8]